# 단민당
단민당(檀民黨)은 대한민국 제헌국회의원 선거에서 1석의 당선자를 내던 대한민국의 정당이다.
당시 당선자는 전라남도 고흥군 을선거구(제13선거구)에서 당선되던 유성갑이다.